# Frauenrütli

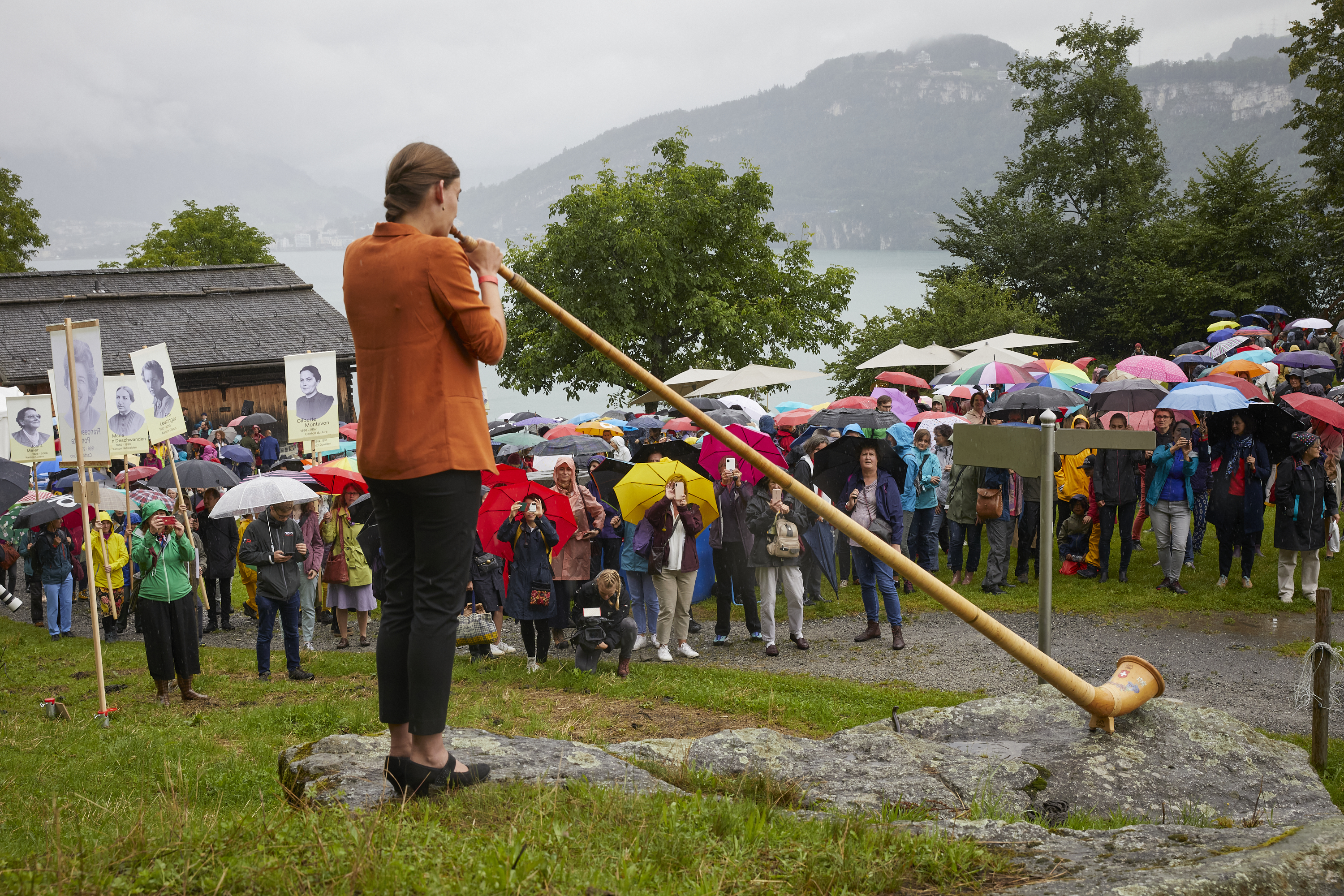
Alphornistin Lisa Stoll begrüsst die 600 weiblichen Gäste am Frauenrütli 2021.

Das Frauenrütli war die offizielle Bundesfeier auf der Rütliwiese am 1. August 2021, die 50 Jahre nach der Einführung des Frauenstimm- und Wahlrechts in der Schweiz stattfand. Organisiert wurde die Veranstaltung durch die Schweizerische Gemeinnützige Gesellschaft (SGG) zusammen mit der Frauendachorganisation alliance F, die bedeutende Frauen aus der ganzen Schweiz einlud.

## Organisation
Seit 2011 wird die offizielle Bundesfeier auf dem Rütli jeweils von der SGG zusammen mit gemeinnützigen Organisationen und nationalen Verbänden durchgeführt. Im Jahr 2021 stand die Feier im Zeichen des Jubiläums von 50 Jahre Frauenstimm- und Wahlrecht, welches 1971 in der Schweiz auf eidgenössischer Ebene eingeführt wurde. Die SGG, die die Rütliwiese am Urnersee hatte den Frauendachverband alliance F eingeladen, die Feier zu organisieren. Beteiligt waren zudem die Evangelischen Frauen Schweiz, der Schweizerische Katholische Frauenbund, der Schweizerische Bäuerinnen- und Landfrauenverband, der Dachverband Schweizerischer Gemeinnütziger Frauen, der Verein CH2021 sowie die Eidgenössische Kommission für Frauenfragen. Die Finanzierung wurde ausschließlich durch die einzelnen privaten initiativen und den Frauenverbänden geleistet. Die künstlerische Leitung wurde der Regisseurin Liliana Heimberg übertragen.

## Veranstaltung
600 Frauen versammelten sich auf dem Rütli, um der Frauen zu gedenken, die sich für das Frauenstimm- und wahlrecht in der Schweiz engagiert hatten. Das Motto des Frauenrütli war «würdigen, zusammenstehen, aufbrechen». Festrednerinnen waren unter anderem die Bundesrätinnen Viola Amherd und Simonetta Sommaruga. Erstmals in der Geschichte der Rütli-Bundesfeier sprachen zwei der drei Bundesrätinnen, die in ihrer Ansprache die Bedeutung von Frauen in der Landesregierung hervorhoben. Stellvertretend für die Frauen, die sich in den vergangenen Jahren für die Gleichstellung einsetzten, wurden vier Rütli-Teilnehmerinnen aus den vier Sprachregionen geehrt. Begrüsst wurden die Gäste von Sophie Achermann, Geschäftsführerin von alliance F, und Nicola Forster, Präsident der SGG.

## Ziele
1957 führte die Gemeinde Unterbäch im Kanton Wallis unerlaubterweise das kommunale Frauenstimmrecht ein, das auch als «Rütli der Schweizer Frauen» oder kurz «Frauen-Rütli» bekannt wurde. Doch erst 1971 wurde allen Schweizerinnen das Frauenwahlrecht zugestanden. Zum 50. Jahrestag sollten mit dem «Frauenrütli» auf der Rütliwiese die Frauen geehrt werden, die sich für die Einführung des Frauenstimm- und -wahlrechts eingesetzt hatten. Laut der Organisation alliance F sollte mit dem Anlass auch das neue Selbstverständnis der wachsenden Frauenbewegung in der Schweiz gestärkt werden, zu der weitere Anlässe wie der Frauenstreik 2019 gehören. Ziel des Anlasses sei ein weiterer Wandel in der Gesellschaft, da die Gleichstellung noch nicht erreicht sei. Zu diesem Zweck formulierten die Gäste ihre Wünsche für die Gleichstellung in der Schweiz auf Wandzeitungen und übergaben sie an Maya Graf, Ständerätin und Co-Präsidentin von alliance F.
Das Frauenrütli sollte auch über die Rütliwiese hinausgehen, aufgefordert waren alle Schweizer Gemeinden am 1. August Frauen als Rednerinnen aufzustellen. Dieses solidarische Zeichen sollte in den Gemeinden an die demokratischen Errungenschaften der Schweizer Frauen erinnern.

## Kritik
Die Literaturwissenschaftlerin Isabel Rohner und die Historikerin Regula Stämpfli kritisierten das Konzept des Frauenrütlis in dem feministischen Podcast #diepodcastin. Der Dachverband alliance F habe die Veranstaltung zu wenig politisch ausgerichtet und sich eher an einem Konzept der «Fröhlichkeit und Vielfalt» orientiert. Rohner und Stämpfli bezeichneten das Lossystem, mit dem bedeutende Frauen der letzten 50 Jahre gewürdigt werden sollten, als entwürdigend und als verpasste Chance, die Frauen sichtbar zu machen und angemessen auszuzeichnen. Ein weiterer Kritikpunkt war, dass es kein offenes Podium oder eine Bühne mit den anwesenden Frauen und den beiden anwesenden Bundesrätinnen Simonetta Sommaruga und Viola Amherd gab.